# François de Guise

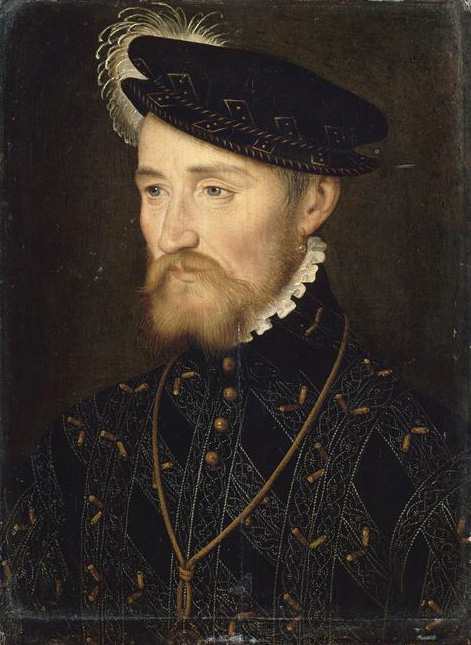
François, Duce de Guise, de François Clouet.

François de Lorena, Prinț de Joinville, Duce de Guise, Duce de Aumale (17 februarie 1519 – 24 februarie 1563), a fost militar și om de stat francez.

## Biografie
Născut la Bar-le-Duc, Lorena, Guise a fost fiul lui Claude, Duce de Guise (numit Duce de Guise în 1527), și a soției acestuia, Antoinette de Bourbon. Sora lui, Mary de Guise, a fost soția regelui Iacob al V-lea al Scoției și mama Mariei, regină a Scoției. Fratele lui mai mic a fost Charles, Cardinal de Lorena. A fost vărul mai tânăr al regelui Henric al II-lea al Franței, cu care a crescut, deși detractorii lui au subliniat originea lui "străină" și anume Ducatul de Lorena. 
În 1545, a fost rănit grav în Al Doilea Asediu de la Boulogne, însă s-a recuperat. În 1548 s-a căsătorit cu Anna d'Este, fiica ducelui de Ferrara, Ercole II d'Este și a prințesei franceze, Renée, fiica regelui Ludovic al XII-lea.

### Familie
Guise s-a căsătorit la Saint-Germain-en-Laye la 29 aprilie 1548 cu Anna d'Este, fiica lui Ercole II d'Este și a prințesei  Renée a Franței. Cuplul a avut șapte copii:
1. Henric I, Duce de Guise (1550–1588), care i-a succedat ca Duce de Guise.
2. Catherine (18 iulie 1552 – 6 mai 1596), s-a căsătorit la 4 februarie 1570 cu Louis, Duce de Montpensier
3. Charles de Lorena, Duce de Mayenne (1554–1611)
4. Louis al II-lea, Cardinal de Guise (1555–1588), arhiepiscop de Reims
5. Antoine (25 aprilie 1557 – 16 ianuarie 1560)
6. François (31 decembrie 1559, Blois – 24 octombrie 1573, Reims)
7. Maximilien (25 octombrie 1562–1567)